# Investigación en la enseñanza de la física

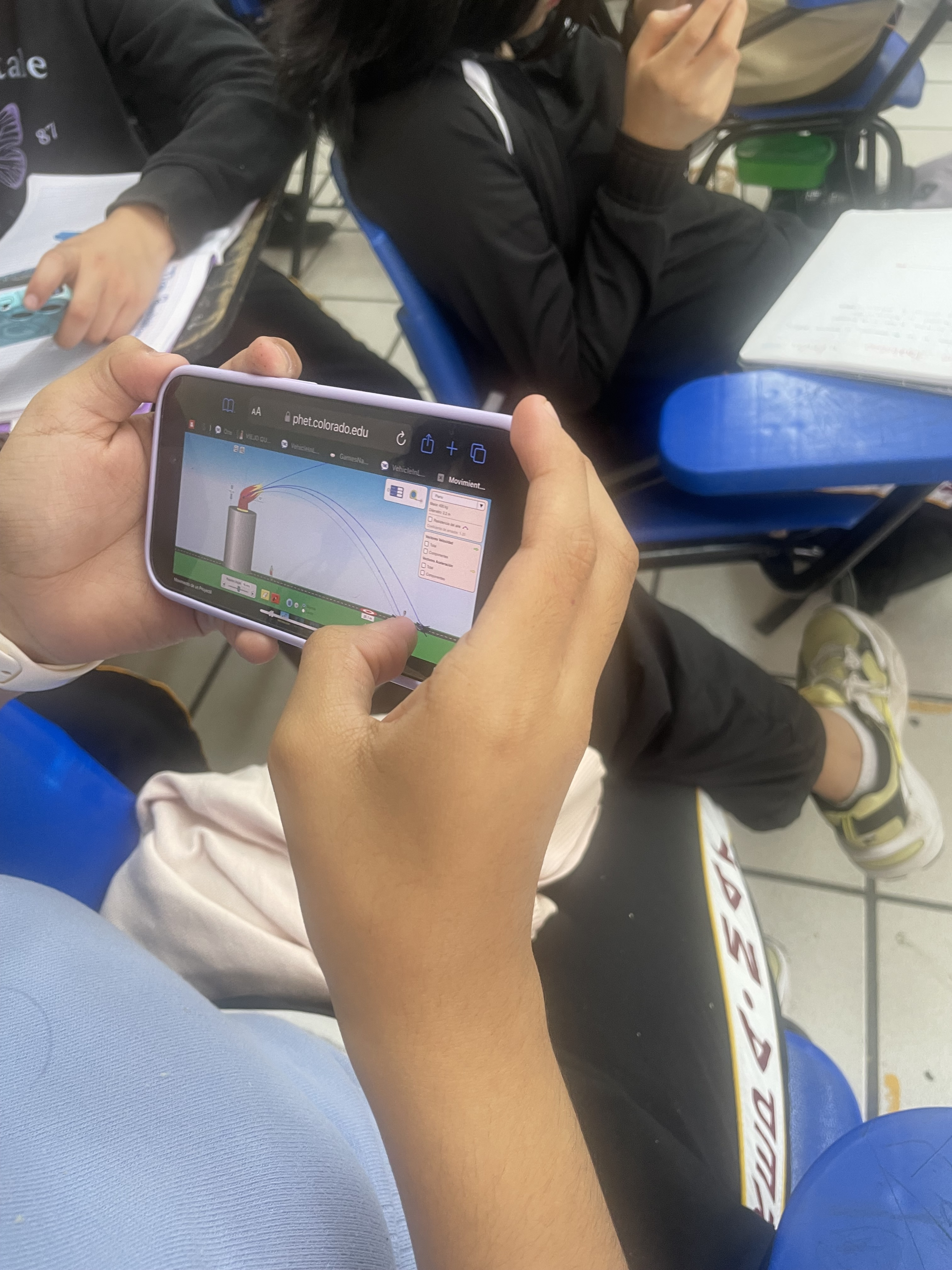

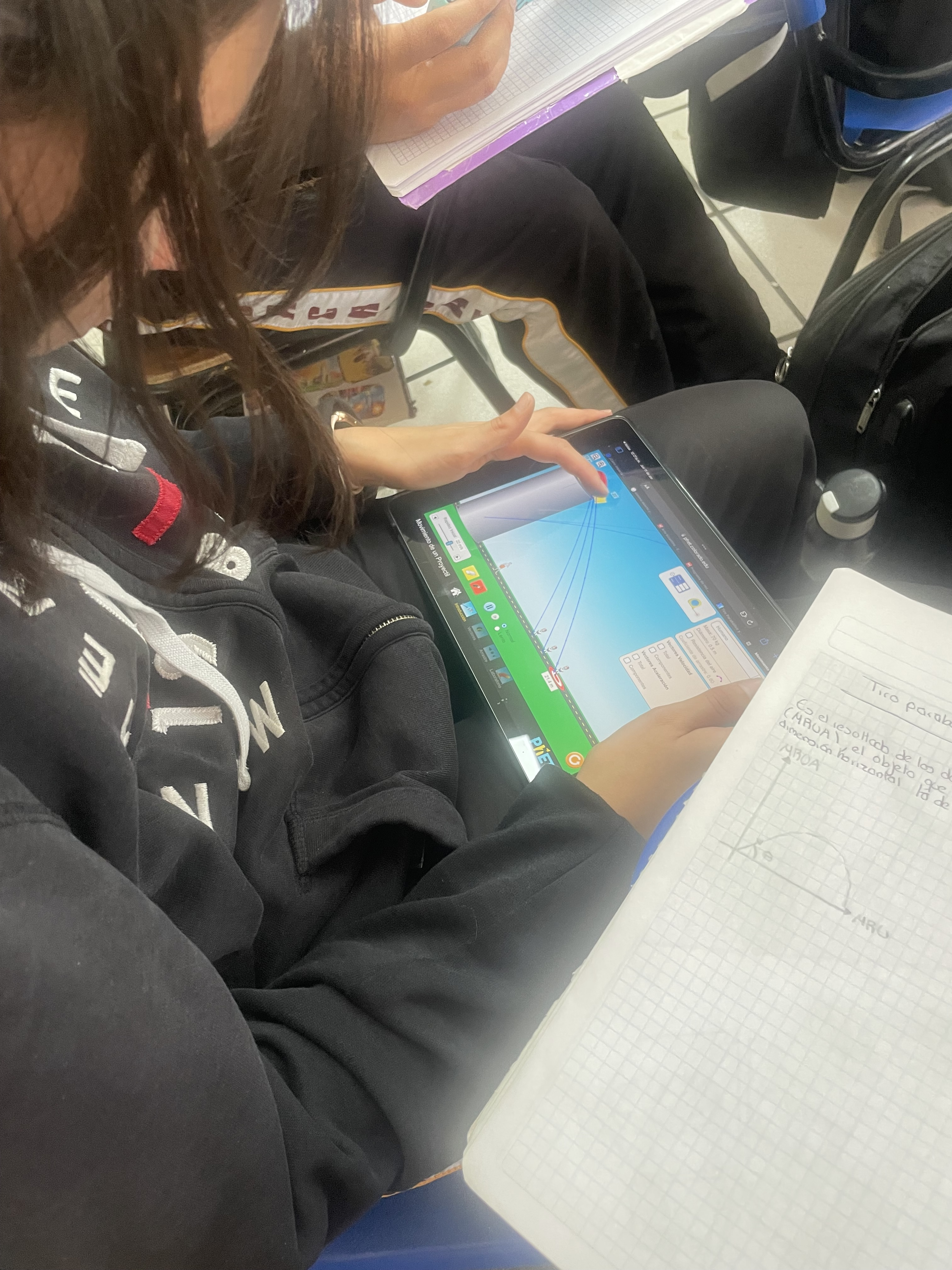

La investigación en la educación en física (PER) es una forma de investigación educativa basada en una disciplina relacionada específicamente con el estudio de la enseñanza y el aprendizaje de la física, a menudo con el objetivo de mejorar la eficacia del aprendizaje de los estudiantes. PER se basa en otras disciplinas, como la sociología, las ciencias cognitivas, la educación y la lingüística,  y las complementa reflejando el conocimiento disciplinario y las prácticas de la física.  Aproximadamente ochenta y cinco instituciones en los Estados Unidos realizan investigaciones en educación científica y física.

## Objetivos
Un objetivo principal de PER es desarrollar técnicas y estrategias pedagógicas que ayudarán a los estudiantes a aprender física de manera más efectiva y ayudarán a los instructores a implementar estas técnicas. Debido a que incluso las ideas básicas en física pueden ser confusas, y conduzcan a conceptos científicos erróneos a partir de la enseñanza mediante analogías, este hecho no borra los conceptos falsos sobre la física que los estudiantes hayan adquirido previamente. La investigación entonces conduce a reforzar ideas equivocadas y nos lleva a crear técnicas para corregir las falsas concepciones.
La mecánica suele ser la primera área que se enseña en Física. Las leyes de Newton son fundamentales para este tema.. La idea  aristotélica de que se requiere una fuerza neta para mantener un cuerpo en movimiento es errónea, según la física moderna con la primera ley de inercia de Newton, se establece que un cuerpo mantendrá su estado de reposo o movimiento a menos que una fuerza neta actúe sobre el cuerpo. Newton llegó a sus tres leyes del movimiento a través del análisis empírico y lo hizo con un estudio extenso de datos que incluía observaciones astronómicas. Los estudiantes olvidan la idea aristotélica trabajando en un entorno casi sin fricción, donde descubren que los objetos se mueven a una velocidad casi constante sin una fuerza constante.

## Áreas principales
El objetivo general de la comunidad PER (de la investigación para la enseñanza de la física es comprender los procesos involucrados en la enseñanza y el aprendizaje de la física a través de una investigación científica rigurosa.
Según el grupo PER de la Universidad de Washington, uno de los pioneros en este campo,  el trabajo dentro de PER tiende a caer dentro de una o más de varias descripciones amplias, que incluyen:
- Identificar las dificultades de los estudiantes.
- Desarrollar métodos para abordar las dificultades y medir los avances en el aprendizaje.
- Elaborar encuestas para medir el desempeño de los estudiantes y sus características.
- Investigar las actitudes y creencias de los estudiantes en relación con la física.
- Estudiar la dinámica de grupos pequeños y grandes analizando los patrones de los estudiantes utilizando encuadres y otros métodos epistemológicos nuevos y existentes [4]

"Una introducción a la investigación de la enseñanza de la física", por Robert Beichner, identifica  ocho tendencias  en  PER:
- Comprensión de conceptos: Investigar lo que los estudiantes saben y cómo aprenden es un punto relevante en el  PER. Investigación temprana identificando y tratando los errores acerca de los principios de la física. El término "dificultades de los estudiantes" basado en el esquema teórico alternativo para el aprendizaje de los estudiantes. Se puede construir un concepto correcto a partir de un concepto difícil, una concepción falsa se fundamenta y reemplaza por una concepción correcta. El grupo PER de la  Universidad de Washington se especializa en la investigación de la comprensión conceptual y las dificultades de los estudiantes..[6]
- Epistemología: PER comenzó como un enfoque de ensayo y error para mejorara el aprendizaje. Debido a las desventajas de este enfoque, se desarrollaron tempranamente las bases teóricas para la investigación por la  Universidad de  Maryland.El sustento teórico de PER se construye principalmente sobre el constructivismo de Piaget. Teorías sobre la cognición en el aprendizaje de la física fue puesto en relevancia por Redish, Hammer, Elby y Scherr, quienes construyeron el conocimiento en partes de  diSessa. Las fuentes de recursos,[7] desarrolladas por este trabajo, se construyen de la  neurocuencia, sociología, lingüística, educación y psicología. Recientemente nuevas estructuras se construyen de la investigación del razonamiento deductivo por,[8] Wason y Philip Johnson-Laird.
- Resolución de problemas: Juega un papel importante en los procesos que investigan el avance de la física  caracterizada por numerosos ejercicios en los libros de texto convencionales. La mayor parte  de la investigación esta  área se apoya en examinar la diferencia entre los que resuelven problemas de manera experta y los novatos ( novatos y estudiantes, los graduados y post doctorados respectivamente). Enfoques en la investigación de resolución de problemas ha sido un punto focal para el grupo de la Universidad de Minnesota. Recientemente fue publicado un artículo en PRL en la sección especial de PER que identificó más de 30 conductas, actitudes y habilidades que son utilizadas en la resolución de un problema de física típico . Se utilizó mayor resolución y atención específica a los detalles en el campo de la resolución de problemas.
- Actitudes: La Universidad  de  Colorado desarrolló un instrumento que revela las actitudes del estudiante y las expectativas sobre la física como una asignatura y como una clase Las actitudes de los estudiantes decaen después de una instrucción tradicional, un trabajo reciente de  Redish y Hammer muestran que puede cambiar si se pone atención a explicar los elementos epistemológicos del curriculum implícito"[9]
- Aspectos sociales: La investigación ha sido orientada hacia el género, raza y otros asuntos socioeconómicos que pueden influir en el aprendizaje de la física y otros campos.Se ha hecho otra investigación del impacto sobre el aprendizaje de la física del lenguaje corporal, la dinámica de grupo y la distribución y arreglo del salón de clase.
- Tecnología: Los sistemas de respuesta de los estudiantes (clickers) se basan en el trabajo de Eric Mazur de la instrucción en pares. La investigación en PER examina la influencia, las aplicaciones y las posibilidades de la tecnología en el aula.
- Intervenciones instruccionales: El diseño del proyecto PER se basa en más de dos décadas de investigación en la educación de la física. Los libros de texto incluyen Tutoriales en Física, Investigación en Física, Entorno de Aprendizaje de Ciencias de Investigación y Paradigmas en Física. El grupo de investigación en la enseñanza de la física de la Universidad Estatal de Kansas ha desarrollado un programa de Mecánica Cuántica Visual(VQM), para enseñar mecánica cuántica a estudiantes de secundaria y a universitarios sin antecedentes avanzados de  física y matemáticas.
- Materiales instruccionales: Para estudiantes de pregrado los editores, hacen hincapié en sus libros para aumentar sus ventas usando el PER. Uno de los primeros libros en usar PER fue escrito por  Serway y Beichner. Además de libros de texto los estudiantes preuniversitarios independiente de la plataforma como Adobe Flash Player y Java, y más recientemente HTML5,[10] CSS3 y JavaScript.[11]Según Wieman,[12] PhET es una herramienta que ofrece simulaciones que desarrollan el pensamiento y aprendizaje de los estudiantes.

## Asociación de revistas
Los artículos de investigación en la enseñanza de la física en los Estados Unidos se publican principalmente en cuatro lugares de publicación.  Los artículos enviados al American Journal of Physics : Sección de Investigación en la Enseñanza de la Física (PERS) están dirigidos principalmente a consumidores de investigaciones en enseñanza de la física. El Journal of the Learning Sciences (JLS) publica artículos que se refieren a entornos de la vida real o no de laboratorio, a menudo en el contexto de la tecnología, y tratan sobre el aprendizaje, no la enseñanza. Mientras tanto, los artículos de Physical Review Special Topics: Physics Education Research (PRST:PER) están dirigidos a aquellos para quienes se realizan investigaciones sobre PER en lugar de a los consumidores. La audiencia de las Actas de la Conferencia de Investigación sobre Educación de la Física (PERC) está diseñada para una combinación de consumidores e investigadores. Este último proporciona una instantánea del campo y, como tal, está abierto a resultados preliminares e investigaciones en curso, así como a artículos que simplemente invitarían a la reflexión de la comunidad PER. Otras revistas incluyen Physics Education (Reino Unido), European Journal of Physics (Reino Unido) y The Physics Teacher . Leon Hsu y otros publicaron un artículo sobre la publicación y evaluación de artículos sobre investigación en educación física en 2007. 